# Alaina Coates
Alaina Coates (ur. 7 kwietnia 1995 w Irmo) – amerykańska koszykarka występująca na pozycji środkowej, obecnie zawodniczka Washington Mystics w WNBA.

## Kariera sportowa
22 lutego 2018 została zawodniczką węgierskiego Sopronu Basket. 2 października dołączyła do chińskiego Zhejiang Far East. 21 maja 2019 trafiła w wyniku wymiany do Minnesoty Lynx.
17 lipca 2019 dołączyła do Atlanty Dream.
16 stycznia 2020 została zawodniczką tureckiego Hatay BSB.

## Osiągnięcia
Stan na 6 sierpnia 2020, na podstawie, o ile nie zaznaczono inaczej..
NCAA
- Mistrzyni:
  - NCAA (2017)
  - turnieju konferencji Southeastern (SEC – 2015–2017)
  - sezonu regularnego SEC (2014–2017)
- Uczestniczka rozgrywek:
  - NCAA Final Four (2015, 2017)
  - Sweet 16 turnieju NCAA (2014–2017)
- Najlepsza:
  - pierwszoroczna zawodniczka konferencji SEC (2014)
  - rezerwowa sezonu konferencji SEC (2014 - współdzielona)
- Most Outstanding Player (MOP=MVP) turnieju NCAA Greensboro Region (2015)
- Zaliczona do:
  - I składu:
    - SEC (2016, 2017)
    - defensywnego SEC (2015, 2017)
    - najlepszych pierwszorocznych zawodniczek:
      - NCAA (2014 przez Full Court)
      - SEC (2014)

    - SEC Community Service Team (2017)
    - turnieju:
      - NCAA All-Region (2014)
      - NCAA Sioux Falls All-Regional (2016)
      - SEC (2015)

  - II składu SEC (2014 przez trenerów, 2015)
  - składu honorable mention:
    - All-America (2016, 2017 przez WBCA, AP)
    - SEC (2014 przez Associated Press)

Reprezentacja
- Wicemistrzyni igrzysk panamerykańskich (2015)